# Okręg wyborczy nr 52 do Sejmu Rzeczypospolitej Polskiej (1993–2001)
Okręg wyborczy nr 52 do Sejmu Rzeczypospolitej Polskiej (1993–2001) obejmował województwo zielonogórskie. W ówczesnym kształcie został utworzony w 1993. Wybieranych było w nim 7 posłów w systemie proporcjonalnym.
Siedzibą okręgowej komisji wyborczej była Zielona Góra.

## Wyniki wyborów
| Podział 7 mandatów: SLD: 3 UP: 1 PSL: 2 UD: 1 |

| Podział 7 mandatów: SLD: 3 UW: 1 AWS: 3 |

## Reprezentanci okręgu
| Sejm | Rok  | Poseł KW                                 | Poseł KW                                 | Poseł KW                                 | Poseł KW                                 | Poseł KW                                 | Poseł KW                                 | Poseł KW                                 | Poseł KW                                 | Poseł KW                                 | Poseł KW                                 | Poseł KW                                 | Poseł KW                                 | Poseł KW                                 | Poseł KW                                 |
| ---- | ---- | ---------------------------------------- | ---------------------------------------- | ---------------------------------------- | ---------------------------------------- | ---------------------------------------- | ---------------------------------------- | ---------------------------------------- | ---------------------------------------- | ---------------------------------------- | ---------------------------------------- | ---------------------------------------- | ---------------------------------------- | ---------------------------------------- | ---------------------------------------- |
| II   | 1993 |                                          | T. Biliński SLD                          |                                          | J. Zych PSL                              |                                          | C. Fiedorowicz UD (1993) UW (1997)       |                                          | A. Brachmański SLD                       |                                          | K. Pańtak UP                             |                                          | J. Błoch SLD                             |                                          | J. Andrykiewicz PSL                      |
| III  | 1997 |                                          | T. Biliński SLD                          | M. Jankowski AWS                         |                                          |                                          | C. Fiedorowicz UD (1993) UW (1997)       | A. Chrzanowski AWS                       | A. Brachmański SLD                       | A. Owoc SLD                              |                                          | E. Daszkiewicz AWS                       |                                          |                                          |                                          |
| IV   | 2001 | okręg zniesiony – patrz okręgi nr 8 i 38 | okręg zniesiony – patrz okręgi nr 8 i 38 | okręg zniesiony – patrz okręgi nr 8 i 38 | okręg zniesiony – patrz okręgi nr 8 i 38 | okręg zniesiony – patrz okręgi nr 8 i 38 | okręg zniesiony – patrz okręgi nr 8 i 38 | okręg zniesiony – patrz okręgi nr 8 i 38 | okręg zniesiony – patrz okręgi nr 8 i 38 | okręg zniesiony – patrz okręgi nr 8 i 38 | okręg zniesiony – patrz okręgi nr 8 i 38 | okręg zniesiony – patrz okręgi nr 8 i 38 | okręg zniesiony – patrz okręgi nr 8 i 38 | okręg zniesiony – patrz okręgi nr 8 i 38 | okręg zniesiony – patrz okręgi nr 8 i 38 |

### Wybory parlamentarne 1993
| Komitet wyborczy                                      | Komitet wyborczy                                         | Głosów | %     | Mandaty | Wybrani posłowie                                     |
| ----------------------------------------------------- | -------------------------------------------------------- | ------ | ----- | ------- | ---------------------------------------------------- |
|                                                       | Sojusz Lewicy Demokratycznej                             | 59 341 | 26,30 | 3       | Tadeusz Biliński, Andrzej Brachmański, Jadwiga Błoch |
|                                                       | Polskie Stronnictwo Ludowe                               | 36 057 | 15,98 | 2       | Józef Zych, Jan Andrykiewicz                         |
|                                                       | Unia Demokratyczna                                       | 22 303 | 9,89  | 1       | Czesław Fiedorowicz                                  |
|                                                       | Unia Pracy                                               | 16 752 | 7,43  | 1       | Kazimierz Pańtak                                     |
|                                                       | Katolicki Komitet Wyborczy „Ojczyzna”                    | 14 344 | 6,36  | –       |                                                      |
|                                                       | Konfederacja Polski Niepodległej                         | 10 517 | 4,66  | –       |                                                      |
|                                                       | Bezpartyjny Blok Wspierania Reform                       | 9965   | 4,42  | –       |                                                      |
|                                                       | Niezależny Samorządny Związek Zawodowy „Solidarność”     | 9898   | 4,39  | –       |                                                      |
|                                                       | Kongres Liberalno-Demokratyczny                          | 9686   | 4,29  | –       |                                                      |
|                                                       | Samoobrona – Leppera                                     | 9163   | 4,06  | –       |                                                      |
|                                                       | Partia X                                                 | 7341   | 3,25  | –       |                                                      |
|                                                       | Porozumienie Centrum                                     | 7075   | 3,14  | –       |                                                      |
|                                                       | Unia Polityki Realnej                                    | 6413   | 2,84  | –       |                                                      |
|                                                       | Koalicja dla Rzeczypospolitej                            | 3851   | 1,71  | –       |                                                      |
|                                                       | Polskie Stronnictwo Ludowe – Porozumienie Ludowe         | 2332   | 1,03  | –       |                                                      |
|                                                       | Polska Wspólnota Narodowa – Polskie Stronnictwo Narodowe | 288    | 0,12  | –       |                                                      |
| Frekwencja: 50,70% Źródło: Państwowa Komisja Wyborcza |                                                          |        |       |         |                                                      |

Poniższa tabela przedstawia podział mandatów dla komitetów wyborczych na podstawie uzyskanych głosów, a następnie obliczonych ilorazów wyborczych na podstawie metody D’Hondta.
| Podział mandatów dla komitetów wyborczych na podstawie metody D’Hondta | Podział mandatów dla komitetów wyborczych na podstawie metody D’Hondta | Podział mandatów dla komitetów wyborczych na podstawie metody D’Hondta | Podział mandatów dla komitetów wyborczych na podstawie metody D’Hondta | Podział mandatów dla komitetów wyborczych na podstawie metody D’Hondta | Podział mandatów dla komitetów wyborczych na podstawie metody D’Hondta | Podział mandatów dla komitetów wyborczych na podstawie metody D’Hondta | Podział mandatów dla komitetów wyborczych na podstawie metody D’Hondta | Podział mandatów dla komitetów wyborczych na podstawie metody D’Hondta | Podział mandatów dla komitetów wyborczych na podstawie metody D’Hondta | Podział mandatów dla komitetów wyborczych na podstawie metody D’Hondta |
| Komitet wyborczy                                                       | Komitet wyborczy                                                       | Liczba głosów                                                          | Iloraz wyborczy                                                        | Iloraz wyborczy                                                        | Iloraz wyborczy                                                        | Iloraz wyborczy                                                        | Iloraz wyborczy                                                        | Iloraz wyborczy                                                        | Mandaty                                                                | TP                                                                     |
| Komitet wyborczy                                                       | Komitet wyborczy                                                       | Liczba głosów                                                          | /1                                                                     | /2                                                                     | /3                                                                     | /4                                                                     | ...                                                                    | /7                                                                     | Mandaty                                                                | TP                                                                     |
| ---------------------------------------------------------------------- | ---------------------------------------------------------------------- | ---------------------------------------------------------------------- | ---------------------------------------------------------------------- | ---------------------------------------------------------------------- | ---------------------------------------------------------------------- | ---------------------------------------------------------------------- | ---------------------------------------------------------------------- | ---------------------------------------------------------------------- | ---------------------------------------------------------------------- | ---------------------------------------------------------------------- |
|                                                                        | Sojusz Lewicy Demokratycznej                                           | 59 341                                                                 | 59 341                                                                 | 29 671                                                                 | 19 780                                                                 | 14 835                                                                 | ...                                                                    | 8477                                                                   | 3                                                                      | 2,68                                                                   |
|                                                                        | Polskie Stronnictwo Ludowe                                             | 36 057                                                                 | 36 057                                                                 | 18 029                                                                 | 12 019                                                                 | 9014                                                                   | ...                                                                    | 5151                                                                   | 2                                                                      | 1,63                                                                   |
|                                                                        | Unia Demokratyczna                                                     | 22 303                                                                 | 22 303                                                                 | 11 152                                                                 | 7434                                                                   | 5576                                                                   | ...                                                                    | 3186                                                                   | 1                                                                      | 1,01                                                                   |
|                                                                        | Unia Pracy                                                             | 16 752                                                                 | 16 752                                                                 | 8376                                                                   | 5584                                                                   | 4188                                                                   | ...                                                                    | 2393                                                                   | 1                                                                      | 0,76                                                                   |
|                                                                        | Konfederacja Polski Niepodległej                                       | 10 517                                                                 | 10 517                                                                 | 5259                                                                   | 3506                                                                   | 2629                                                                   | ...                                                                    | 1502                                                                   | 0                                                                      | 0,48                                                                   |
|                                                                        | Bezpartyjny Blok Wspierania Reform                                     | 9965                                                                   | 9965                                                                   | 4983                                                                   | 3322                                                                   | 2491                                                                   | ...                                                                    | 1424                                                                   | 0                                                                      | 0,45                                                                   |
| Ogółem                                                                 | Ogółem                                                                 | 154 935                                                                | –                                                                      | –                                                                      | –                                                                      | –                                                                      | –                                                                      | –                                                                      | 7                                                                      | 7                                                                      |

### Wybory parlamentarne 1997
| Komitet wyborczy                                      | Komitet wyborczy                          | Głosów | %     | Mandaty | Wybrani posłowie                                          |
| ----------------------------------------------------- | ----------------------------------------- | ------ | ----- | ------- | --------------------------------------------------------- |
|                                                       | Sojusz Lewicy Demokratycznej              | 77 901 | 37,37 | 3       | Tadeusz Biliński, Alfred Owoc, Andrzej Brachmański        |
|                                                       | Akcja Wyborcza Solidarność                | 59 591 | 28,59 | 3       | Maciej Jankowski, Andrzej Chrzanowski, Edward Daszkiewicz |
|                                                       | Unia Wolności                             | 24 380 | 11,70 | 1       | Czesław Fiedorowicz                                       |
|                                                       | Polskie Stronnictwo Ludowe                | 14 315 | 6,87  | –       |                                                           |
|                                                       | Unia Pracy                                | 11 952 | 5,73  | –       |                                                           |
|                                                       | Ruch Odbudowy Polski                      | 6661   | 3,20  | –       |                                                           |
|                                                       | Krajowa Partia Emerytów i Rencistów       | 4470   | 2,14  | –       |                                                           |
|                                                       | Krajowe Porozumienie Emerytów i Rencistów | 3755   | 1,80  | –       |                                                           |
|                                                       | Unia Prawicy Rzeczypospolitej             | 3709   | 1,78  | –       |                                                           |
|                                                       | Blok dla Polski                           | 1319   | 0,63  | –       |                                                           |
|                                                       | Przymierze Samoobrona                     | 409    | 0,20  | –       |                                                           |
| Frekwencja: 44,90% Źródło: Państwowa Komisja Wyborcza |                                           |        |       |         |                                                           |

Poniższa tabela przedstawia podział mandatów dla komitetów wyborczych na podstawie uzyskanych głosów, a następnie obliczonych ilorazów wyborczych na podstawie metody D’Hondta.
| Podział mandatów dla komitetów wyborczych na podstawie metody D’Hondta | Podział mandatów dla komitetów wyborczych na podstawie metody D’Hondta | Podział mandatów dla komitetów wyborczych na podstawie metody D’Hondta | Podział mandatów dla komitetów wyborczych na podstawie metody D’Hondta | Podział mandatów dla komitetów wyborczych na podstawie metody D’Hondta | Podział mandatów dla komitetów wyborczych na podstawie metody D’Hondta | Podział mandatów dla komitetów wyborczych na podstawie metody D’Hondta | Podział mandatów dla komitetów wyborczych na podstawie metody D’Hondta | Podział mandatów dla komitetów wyborczych na podstawie metody D’Hondta | Podział mandatów dla komitetów wyborczych na podstawie metody D’Hondta | Podział mandatów dla komitetów wyborczych na podstawie metody D’Hondta |
| Komitet wyborczy                                                       | Komitet wyborczy                                                       | Liczba głosów                                                          | Iloraz wyborczy                                                        | Iloraz wyborczy                                                        | Iloraz wyborczy                                                        | Iloraz wyborczy                                                        | Iloraz wyborczy                                                        | Iloraz wyborczy                                                        | Mandaty                                                                | TP                                                                     |
| Komitet wyborczy                                                       | Komitet wyborczy                                                       | Liczba głosów                                                          | /1                                                                     | /2                                                                     | /3                                                                     | /4                                                                     | ...                                                                    | /7                                                                     | Mandaty                                                                | TP                                                                     |
| ---------------------------------------------------------------------- | ---------------------------------------------------------------------- | ---------------------------------------------------------------------- | ---------------------------------------------------------------------- | ---------------------------------------------------------------------- | ---------------------------------------------------------------------- | ---------------------------------------------------------------------- | ---------------------------------------------------------------------- | ---------------------------------------------------------------------- | ---------------------------------------------------------------------- | ---------------------------------------------------------------------- |
|                                                                        | Sojusz Lewicy Demokratycznej                                           | 77 901                                                                 | 77 901                                                                 | 38 951                                                                 | 25 967                                                                 | 19 475                                                                 | ...                                                                    | 11 129                                                                 | 3                                                                      | 2,98                                                                   |
|                                                                        | Akcja Wyborcza Solidarność                                             | 59 591                                                                 | 59 591                                                                 | 29 796                                                                 | 19 864                                                                 | 14 898                                                                 | ...                                                                    | 8513                                                                   | 3                                                                      | 2,28                                                                   |
|                                                                        | Unia Wolności                                                          | 24 380                                                                 | 24 380                                                                 | 12 190                                                                 | 8127                                                                   | 6095                                                                   | ...                                                                    | 3483                                                                   | 1                                                                      | 0,93                                                                   |
|                                                                        | Polskie Stronnictwo Ludowe                                             | 14 315                                                                 | 14 315                                                                 | 7158                                                                   | 4772                                                                   | 3579                                                                   | ...                                                                    | 2045                                                                   | 0                                                                      | 0,55                                                                   |
|                                                                        | Ruch Odbudowy Polski                                                   | 6661                                                                   | 6661                                                                   | 3331                                                                   | 2220                                                                   | 1665                                                                   | ...                                                                    | 952                                                                    | 0                                                                      | 0,26                                                                   |
| Ogółem                                                                 | Ogółem                                                                 | 182 848                                                                | –                                                                      | –                                                                      | –                                                                      | –                                                                      | –                                                                      | –                                                                      | 7                                                                      | 7                                                                      |